# Bilharz (cràter)

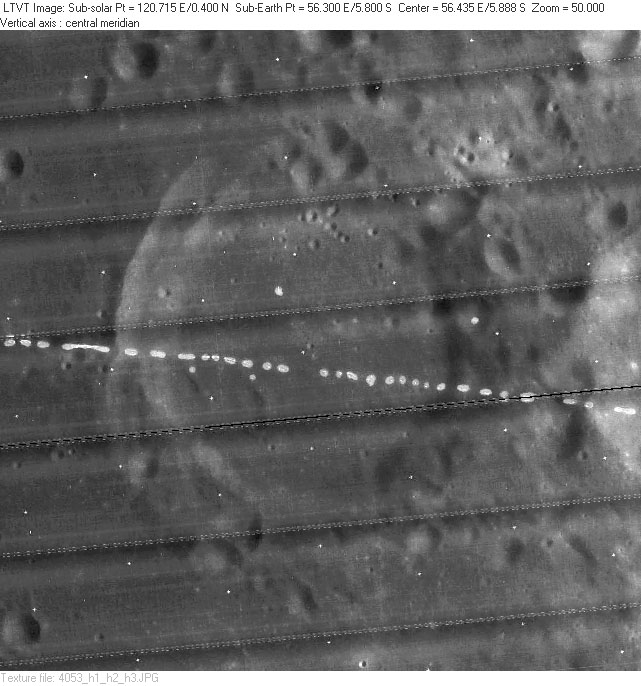
Fotografia de la missió Lunar Orbiter 4

Bilharz és un cràter d'impacte lunar que es troba en la part oriental de la Mare Fecunditatis. És el membre més gran d'una formació triple que integra amb els cràters propers Atwood a l'est i Naonobu al nord-est. Al sud-est està el destacat cràter Langrenus.

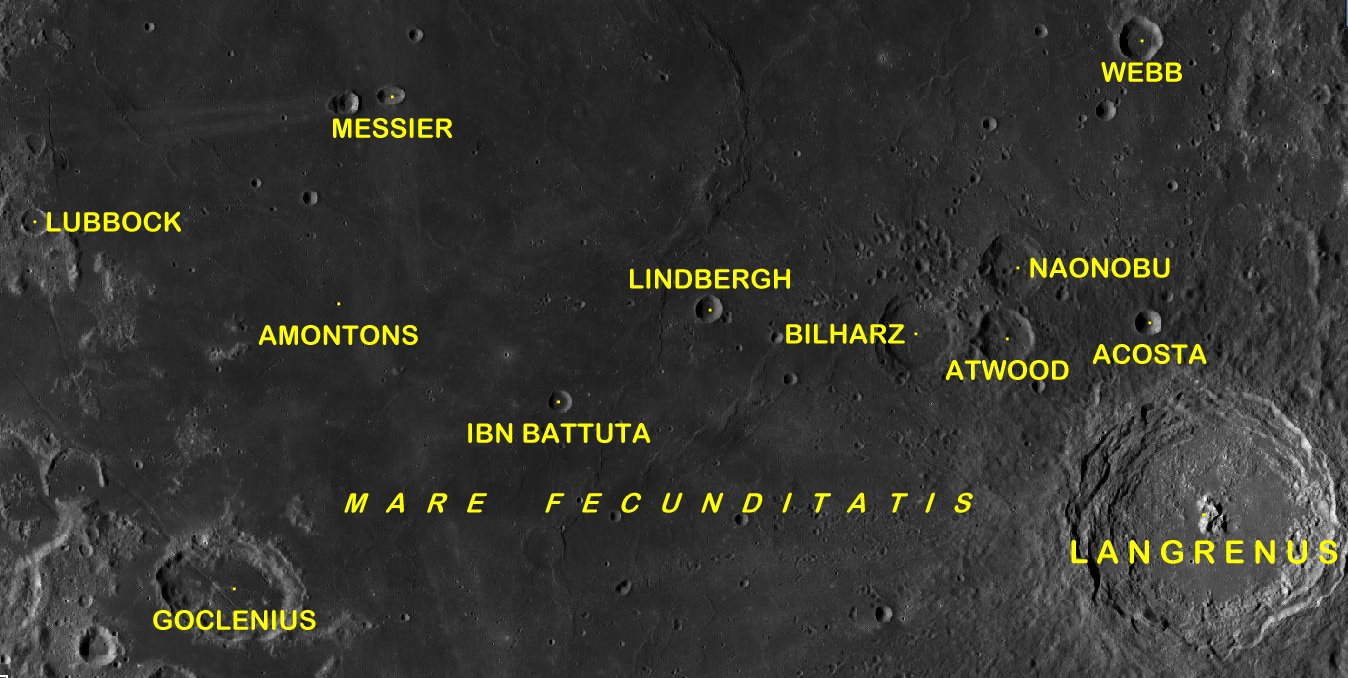
Localització de Bilharz (a la dreta del centre de la imatge)

L'interior d'aquest cràter ha estat reomplit per la lava basàltica, deixant el sòl pla i poc profund, i gairebé sense trets distintius. No presenta un pic en el punt central, amb pocs aspectes remarcables en el seu interior a excepció d'alguns petits cràters. La vora exterior segueix sent circular i només una mica desgastada.
Abans de ser anomenat per la UAI en 1976, aquest cràter va ser identificat com Langrenus M, un cràter de satèl·lit de Langrenus.